# Brian S. Rosner
Brian Steven Rosner (* 17. Juni 1959 in Sydney) ist ein australischer anglikanischer Theologe und Hochschullehrer.

## Leben und Wirken
Brian S. Rosner studierte von 1978 bis 1981 im Hauptfach Psychologie an der University of Sidney und erwarb dort den Bachelorgrad. Von 1984 bis 1988 studierte er Theologie am Dallas Theological Seminary in den USA und beschäftigte sich hier sowohl mit dem Alten Testament als auch der Semitistik und dem Neuen Testament. Von 1988 bis 1991 hielt er sich an der University of Cambridge auf (Clare College) und promovierte dort an der „Faculty of Divinity“ zum Ph.D. Von 1991 bis 1999 arbeitete er als Dozent für Neues Testament an der University of Aberdeen. Im Jahre 2000 kehrte er nach Australien zurück. Zunächst war er in jenem Jahr im Schuldienst als Englischlehrer tätig. Bis 2012 lehrte er anschließend als Dozent an der Macquarie University in Sydney. Von 2003 bis 2012 war er außerdem am Moore Theological College, einer Ausbildungsstätte für anglikanische Theologen, tätig. Seit 2012 ist Rosner Rektor des Ridley College, einer christlich-theologischen Hochschule in Melbourne.
In seinen zahlreichen Veröffentlichungen beschäftigt sich Rosner vor allem mit dem Wirken des Apostel Paulus und seiner Ethik, vor allem den Begriffen Habsucht und Gier sowie der Auslegung des 1. Korintherbriefes.

## Veröffentlichungen (Auswahl)
Monographien
- Paul, scripture, and ethics. A study of 1 Corinthians 5–7 (= Arbeiten zur Geschichte des antiken Judentums und des Urchristentums, Bd. 22). Brill, Leiden 1994, ISBN 90-04-10065-2 (= Dissertation University of Cambridge).
- (Hrsg.): Understanding Paul’s ethics. Twentieth century approaches. Paternoster Press, Carlisle 1995, ISBN 0-85364-618-X.
- How to get really rich. A sharp look at the religion of greed. Inter-Varsity, Leicester 1999, ISBN 0-85111-649-3.
- Greed as idolatry. The origin and meaning of a Pauline metaphor. Eerdmans, Grand Rapids, Mich. 2007, ISBN 978-0-8028-3374-7.
- (Hrsg.): The consolations of theology. Eerdmans, Grand Rapids, Mich. 2008, ISBN 978-0-8028-6040-8.
- (mit Roy E. Ciampa): The first letter to the Corinthians. Eerdmans, Grand Rapis, Mich. 2010, ISBN 978-0-8028-3732-5.
- (Hrsg.): The wisdom of the cross. Exploring 1 Corinthians. Apollos, Nottingham 2011, ISBN 978-1-84474-548-7.
- Paul and the law. Keeping the commandments of God (= New studies in biblical theology, Bd. 31). Apollos, Nottingham 2013, ISBN 978-1-84474-891-4.
- Known by God. A biblical theology of personal identity. Zondervan, Grand Rapids, Mich. 2017, ISBN 978-0-310-49982-4.
- (Mithrsg. u. Mitautor): Paul as pastor. Bloomsbury, London 2018, ISBN 978-0-567-67791-4.

Aufsätze
- Temple prostitution in 1 Corinthians 6:12–20. In: Novum Testamentum, Bd. 40 (1998), S. 336–351.
- Habsucht. Eine vergessene Sünde. In: Theologische Beiträge, Bd. 31 (2000), S. 75–81.
- Humility as a social virtue in the Hebrew Bible? In: Vetus Testamentum, Bd. 54 (2004), S. 459–479.
- Paul and the law. What he does not say. In: The journal for the study of the New Testament, Bd. 32 (2010), S. 405–419.
- (mit William Andrew Williamson): The Influence of the Murder Commandment in 1 Corinthians. In: Tyndale bulletin. Journal of Biblical research, Bd. 71 (2020), S. 229–252.
- Apostle from Israel to the Gentiles. The Jewish Routs of Paul’s Identity and Mission. In: Michael Bird u. a. (Hrsg.): Paul within judaism. Perspectives on Paul and Jewish identity (= Wissenschaftliche Untersuchungen zum Neuen Testament, Bd. 507). Mohr Siebeck, Tübingen 2023, S. 75–90, ISBN 978-3-16-162325-7.